# Sphyrapicus
Sphyrapicus is een geslacht van vogels uit de familie spechten (Picidae).

## Soorten
Het geslacht kent de volgende soorten:
- Sphyrapicus nuchalis – Roodneksapspecht
- Sphyrapicus ruber – Roodborstsapspecht
- Sphyrapicus thyroideus – Bergsapspecht
- Sphyrapicus varius – Geelbuiksapspecht